# Heterospilus concolor
Heterospilus concolor är en stekelart som först beskrevs av Szepligeti 1906.  Heterospilus concolor ingår i släktet Heterospilus och familjen bracksteklar. Inga underarter finns listade i Catalogue of Life.